# Октябрьский остров (Калининград)
Октя́брьский о́стров (бывший Ломзе, прусск. Lomse) — остров в составе Московского района города Калининграда Калининградской области России. Своё название получил по улице Октябрьской, проходящей через остров. До 1945 года территория называлась островом Ломзе (нем. Lomse) и входила в состав восточнопрусского города Кёнигсберга.
3 августа 2018 года наименование «Октябрьский остров» появилось в федеральном законе № 291-ФЗ, С этого момента территория острова стала отдельным районом города Калининград, а также офшорной зоной с особыми экономическими условиями. Однако в порядке, предусмотренном федеральным законом от 18 декабря 1997 года № 152-ФЗ "О наименованиях географических объектов"
таковое наименование острову присвоено не было, что являет собой правовой казус, связанный с созданием административного района в пределах острова, не имеющего географического наименования.

## История
Ломзе — слово прусского происхождения, означающее болото. Заселена была только западная часть острова, остальная была занята лугами. Также здесь располагались склады.
По Rathäusliche Reglement от 13 июня 1724 году прусский Король Фридрих Вильгельм I объединил Альтштадт, Кнайпхоф и Лёбенихт в город Кёнигсберг, куда затем и присоединился Ломзе.
В 1742 году король Фридрих II финансировал тутовые плантации в Ломзе, однако во время суровой зимы 1771 года растения замёрзли.
C 2006 года на острове Октябрьский ведётся строительство этнографического комплекса «Рыбная деревня», основной задачей которого является сохранение прусского архитектурного наследия, вдоль всего комплекса протянулась набережная от Медового до Высокого моста. Последняя очередь строительства является жилым комплексом «Рыбная деревня 2», окончание строительства всего этнографического комплекса намечено на 2022 год, строительство ведется компанией «КТСХ».

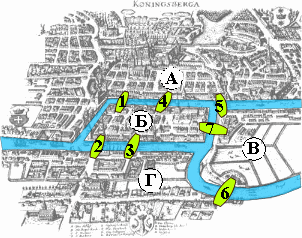
Старинная карта Кёнигсберга. Буквами обозначены части города: А — Альтштадт, Б — Кнайпхоф, В — Ломзе, Г — Форштадт. Цифрами обозначены мосты (в порядке строительства): 1 — Лавочный, 2 — Зелёный, 3 — Рабочий, 4 — Кузнечный, 5 — Деревянный, 6 — Высокий, 7 — Медовый

В сентябре 2018 года на острове Октябрьском в Калининграде намечается создание специального административного района (САР), который может стать офшорной территорией с особыми финансовыми условиями. Предпосылкой этому стало отсутствие юридического статуса у острова. Остров считается частью Московского района города Калининграда.
27 июля 2018 года Совет Федерации одобрил федеральный закон о создании специальных административных районов на Октябрьском острове и острове Русский в Приморье.
3 августа 2018 года вступил в силу федеральный закон № 291-ФЗ. С этого момента «Октябрьский остров» официально стал районом Калининграда, а также офшорной зоной с особыми экономическими условиями.
20 декабря 2018 года стало известно, что компания Еn+ Group стала первым резидентом особой экономической зоны на территории Октябрьского острова. Еn+ Group является держателем контрольного пакета акций компании «Русал».

## Места
Фабрика по производству верёвок (см. также Репербан).
В начале 1930-х годов была построена Протестантская кирха.
В ночь с 9 на 10 ноября 1938 года во время «Хрустальной ночи» было сожжено здание Новой Синагоги.
Остров Ломзе был соединён Деревянным, Медовым, Высоким и Императорским мостами с районами Лёбенихт, Кнайпхоф и Хаберберг. Все, кроме последнего, сохранились до наших дней. На месте Императорского моста в 2005 году построен новый Юбилейный мост. Также через остров проходят Вторая и Восточная эстакады.

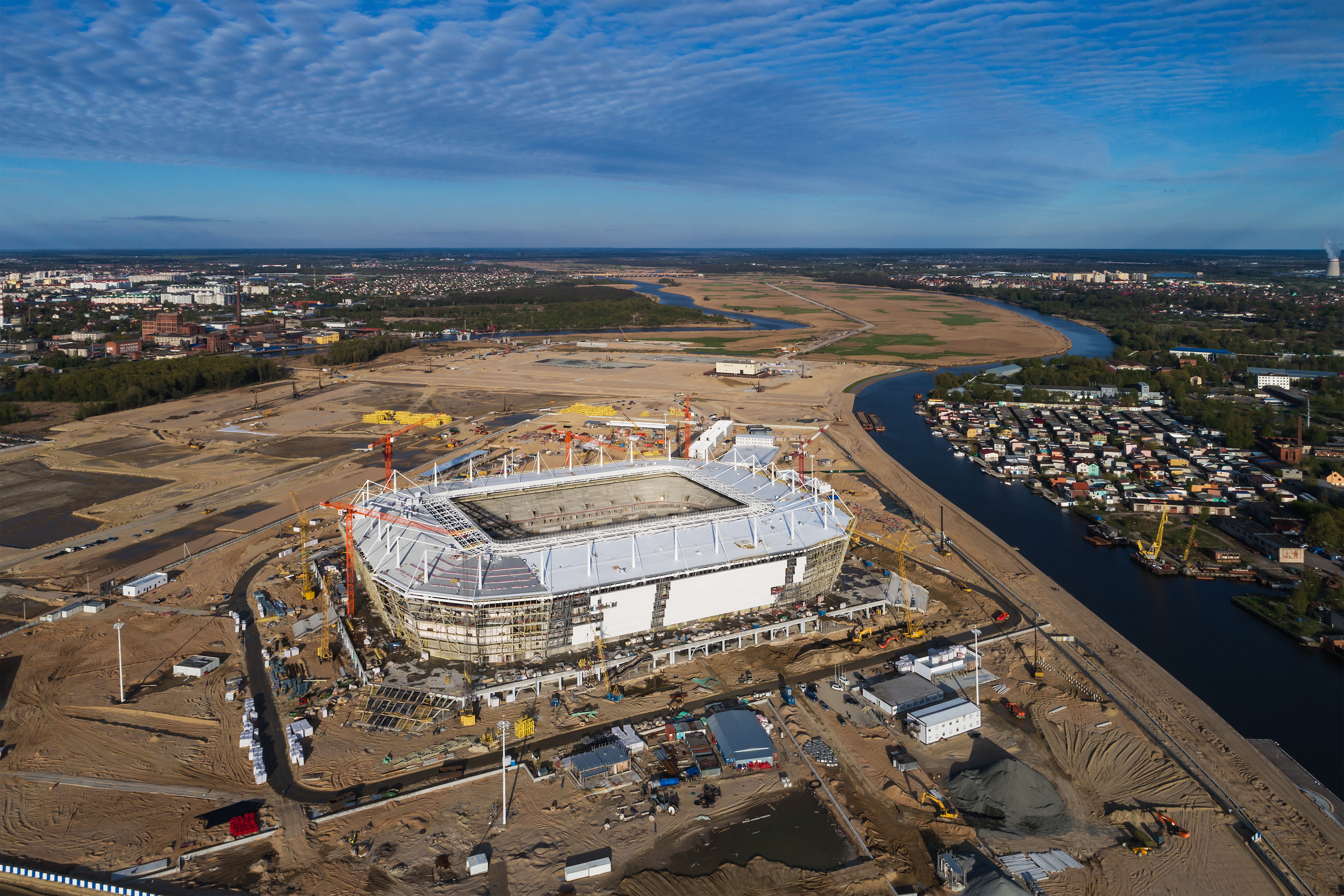
Строительство футбольного стадиона «Калининград» к ЧМ-2018 на Октябрьском острове в Калининграде, 11 мая 2017 года

Специально к чемпионату мира по футболу 2018 года на острове Октябрьском построен новый футбольный стадион «Калининград».
Мастер-план развития острова Октябрьский получил британскую премию The Pineapples 2020 в номинации «Лучший международный проект». Проект развития рассчитан на 25 лет и будет реализован совместно с КБ Стрелка и ДОМ.РФ по инициативе правительства Калининградской области.
С 2019 года на острове идёт строительство объектов культурно-образовательного и музейного комплекса, который станет самым крупным инфраструктурным объектом в области в рамках национального проекта «Культура» и начнёт функционировать с конца 2023 года. Общая площадь застройки вместе с парковой зоной для отдыха превышает 80 тысяч квадратных метров. Первым готовится образовательный комплекс, куда входят: общеобразовательная школа на 550 учеников, филиал МГАХ с концертным залом на 286 зрителей и филиал ЦМШ с пятью концертными залами. Вторая очередь — жилые дома, общежитие для преподавателей и для приезжающих на гастроли артистов. Третий этап строительства кластера — пространства Большого театра (проект знаменитого архитектурного бюро Захи Хадид) и Третьяковской галереи.